# The Bull and The Cow Rocks SPA
The Bull and The Cow Rocks SPA este o arie protejată (arie de protecție specială avifaunistică — SPA) din Irlanda întinsă pe o suprafață de 380,12 ha, integral pe uscat.

## Localizare
Centrul sitului The Bull and The Cow Rocks SPA este situat la coordonatele 51°35′24″N 10°17′21″W / 51.590066°N 10.289131°V.

## Înființare
Situl The Bull and The Cow Rocks SPA a fost declarat arie de protecție specială avifaunistică în noiembrie 1995 pentru a proteja 9 specii de animale.

## Biodiversitate
Situată în ecoregiunea atlantică, aria protejată nu include niciun habitat protejat.
La baza desemnării sitului se află mai multe specii protejate de  păsări (9): alca (Alca torda), papagal de mare (Fratercula arctica), Fulmarus glacialis, Hydrobates pelagicus, Larus argentatus, sula bassana (Morus bassanus), cormoran mare (Phalacrocorax carbo), Rissa tridactyla, Uria aalge.
Pe lângă speciile protejate, pe teritoriul sitului au mai fost identificate 1 specie de păsări.